# Храм Матроны Московской (Уфа)
Храм Матроны Московской — возводимый православный храм в Октябрьском районе города Уфы, в жилом районе Сипайлово. Богослужения проходят во временном деревянном храме, построенном в 2011 году.

## История
21 сентября 2011 года в рамках акции «Семь храмов в семи городах за один день» был построен небольшой обыденный храм во имя Матроны Московской. Строительство «всем миром» за один день православных храмов, получивших из-за этого название «обыденных», является древнерусской традицией, берущей начало в XIV веке.
Рядом с деревянным ведётся строительство большого каменного храма в стиле Владимиро-Суздальского зодчества. Высота нового храма — почти 40 метров. Он сможет вместить 600 человек. С северной стороны от храма планируют строительство здания, в котором разместятся, в том числе, крестильный храм вместимостью 150 человек, мастерская и воскресная церковно-приходская школа на 60 человек с библиотекой.
Строительство и внешняя отделка храма закончены в 2021 году, ведётся внутренняя отделка.

## Духовенство
- Настоятель храма — протоиерей Ромил Гареев
- Протоиерей Александр Абрамов
- Иерей Алексий Тимофеев
- Диакон Глеб Федянин[2]

## Святыни
- Икона Божией Матери «Всецарица»
- Храмовая икона блаженной Матроны Московской
- Икона Пресвятой Богородицы «Троеручица»
- Ковчег с частицей мощей Матроны Московской
- Икона Божией Матери «Скоропослушница»[3]